# 円谷弘
円谷（圓谷）弘（つむらや ひろし、1888年1月7日 - 1949年11月1日）は、社会学者。日本大学初代理事長。
明治21年（1888年）1月7日、秋田県仙北郡角館町に秋田藩士の家に生まれる。文部省につとめ、日本大学教授を兼ねた。のちベルリン大学に留学後、日本大学の予科長、理事、常務理事を経て、昭和21年（1946年）初代理事長となる。

## 来歴
大正9年（1920年）、日本大学社会学科を創設。科長として就任
昭和2年（1927年）、月刊誌『社会学徒』を発刊（昭和2年4月〜昭和19年6月）
昭和9年（1934年）、『集団社会学の研究』で日本大学より文学博士を取得
昭和21年（1946年）、日本大学初代理事長に就任

## 著書
- 我国資本家階級の発達と資本主義的精神、1920年
- 社会学徒の描く世界、文修堂書店、1925年
- 集団社会学原理、同文館、1934年